# Botella al mar (canción)
«Botella al mar» es el primer sencillo del álbum homónimo de la banda Ella es tan cargosa. El lanzamiento de esta canción se realizó en julio de 2009.

## Video musical
El videoclip empieza con "el tano" subiendo a un colectivo, luego de sentarse escuchando la canción mediante su celular, mientras se muestra al resto de la banda dando un recital en el Pepsi Music 2009, escuchando el tema, la gente en el colectivo empieza a sentirlo y hasta a bailarlo, después, 2el tano" llega a su parada y sale a caminar, mientras se cruza a personas bailando el tema, llegando al Pepsi Music, Ildo toca el tema junto a sus compañeros hasta que en el final del video hace parecer que sólo estaba imaginando todo lo que pasó.